# Cordites
Cordites – rodzaj chrząszczy z rodziny kózkowatych i podrodziny zgrzypikowych.

## Zasięg występowania
Przedstawiciele tego rodzaju występują w południowej Brazylii oraz Paragwaju.

## Systematyka
Do Cordites należą 2 gatunki:
- Cordites armillata
- Cordites pubescens.